# Ne bucurăm în ciuda lor
Ne bucurăm în ciuda lor este un single al formației Carla's Dreams lansat la 7 noiembrie 2016. Piesa a fost compusă și produsă de Carla's Dreams.

## Bazele proiectului
Cântecul a fost compus de membrii formației Carla's Dreams, iar de producție s-au ocupat Alex Cotoi și Carla's Dreams.

## Live
Piesa a fost interpretată pentru prima dată la Radio ZU în septembrie 2016. La fel ca și la premiera Sub pielea mea, a fost interpretată doar o parte din cântec. Clipul a fost publicat pe pagina de YouTube a postului de radio și avea în iulie 2017 peste un milion de vizualizări. Versiunea completă și live a piesei a fost auzită în concertele trupei, dar și în una din galele live ale emisiunii X Factor.

## Videoclip

Scena din videoclip care îi prezină pe solist și un grup de bărbați mascați arătând degetul la cameră

Filmările au avut loc la Chișinău, în regia lui Roman Burlaca, regizorul care a filmat toate clipurile trupei. Videoclipul a fost încărcat pe canalul de YouTube al trupei. În iulie 2017, clipul avea aproape 12 milioane de vizualizări. Clipul începe cu solistul și un grup de bărbați pictați pe față, purtând fiecare un hanorac cu logo-ul trupei și mănuși albe. Pe parcursul clipului ei bat din palme și dansează, în timp ce sunt prezentați și ceilalți membri ai trupei care cântă la tobe, chitară și bas.

## Lansări
| Țara    | Data             | Format           | Casă discuri   |
| ------- | ---------------- | ---------------- | -------------- |
| România | 7 noiembrie 2016 | Digital Download | Global Records |